# Pyrola faurieana
Pyrola faurieana är en ljungväxtart som beskrevs av Heinrich Andres. Pyrola faurieana ingår i släktet pyrolor, och familjen ljungväxter. Inga underarter finns listade i Catalogue of Life.